# ام‌اس‌سی لیریکا
ام‌اس‌سی لیریکا (به انگلیسی: MSC Lirica) یک کشتی است که طول آن ۲۵۱٫۲۵ متر (۸۲۴٫۳۱ فوت) می‌باشد.